# Valefor

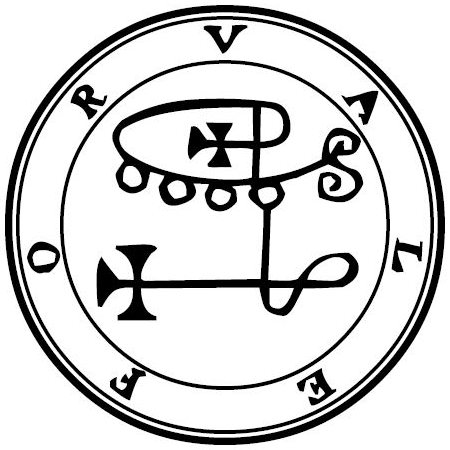
Le sceau de Valefor selon Mathers.

Valefor ou Valefar est un démon issu des croyances de la goétie, science occulte de l'invocation d'entités démoniaques. 
Le Lemegeton  le mentionne en 6e position de sa liste de démons. Selon l'ouvrage, Valefor est un duc des Enfers. Il est représenté par un lion à tête d'âne. Il est un expert du vol et commande à 10 légions infernales.
La Pseudomonarchia Daemonum le mentionne en 14e position de sa liste de démons et lui attribue des caractéristiques similaires. L'ouvrage précise qu'il pousse les gens à voler et est responsable de toutes les bonnes relations parmi les voleurs, jusqu'à les mener à la potence.

## Culture populaire
Valefor est le nom d'un des personnages d'In Nomine Satanis/Magna Veritas (jeu de rôle) où il est le prince-démon des voleurs.
Valefor est une invocation des jeux Final Fantasy X et Final Fantasy X-2 où il possède l'apparence d'une créature chimérique dragon/phoenix. Le nom Valefor sera réutilisé plus tard dans la licence comme nom d'un serveur du jeu en ligne Final Fantasy XI.
Valefor est aussi l'un des Djinn attribué au personnage Sinbad dans le manga MAGI.